# 251 TCN
251 TCN là một năm trong lịch La Mã.